# هيذر أودونيل
هيذر أودونيل (بالإنجليزية: Heather O'Donnell)‏ هي عازفة بيانو أمريكية، ولدت في 1973.